# تاج‌الدین
 تاج‌الدین  روستایی است از توابع بخش مرکزی شهرستان درگز استان خراسان رضوی ایران.
این روستا در دهستان تکاب قرار داشته و بر اساس سرشماری سال ۱۳۸۵ جمعیت آن (۳۳۵ خانوار) ۱٬۰۸۳نفر بوده است.

## طبیعت
طبیعت سرسبز روستای تاج الدین، بسیار زبان زد اهالی روستا های اطراف است.

## منبع
1. «: کمیته تخصصی نام نگاری و یکسان سازی نام های جغرافیایی ایران :». بایگانی‌شده از اصلی در ۲۹ اوت ۲۰۱۱. دریافت‌شده در ۱۹ ژوئیه ۲۰۱۱.
2. ↑  «درگاه ملی آمار». بایگانی‌شده از اصلی در ۸ اکتبر ۲۰۰۷. دریافت‌شده در ۱۲ ژوئیه ۲۰۰۸.